# Cá lẹp vàng vây ngực dài
Cá lẹp vàng vây ngực dài hay cá lẹp trắng, tên khoa học Setipinna taty, là một loài cá trong họ Engraulidae.

## Phân bố
Loài cá nước mặn/nước lợ này sinh sống trong khu vực Ấn Độ Dương và Tây Thái Bình Dương: Vịnh Bengal từ duyên hải phía đông Ấn Độ về phía đông tới Bangladesh, Thái Lan về phía nam tới Penang; vịnh Thái Lan và đồng bằng châu thổ sông Mekong ở miền nam Việt Nam về phía nam tới Malaysia bán đảo và Sumatra, Java và miền nam Kalimantan, Indonesia, nhưng không có ghi chép chắc chắn từ Philippines, Sulawesi hay Papua New Guinea.
Setipinna taty và S. tenuifilis có thể rất dễ bị nhầm lẫn, nhưng loài duy nhất của chi Setipinna có ở ngoài khơi Trung Quốc là S. tenuifilis. Một số tác giả nhận dạng S. taty như là có trong các mẻ cá đánh bắt được ở biển Hoa Đông và Hoàng Hải và Bột Hải, nhưng các ghi chép này là nói tới S. tenuifilis. Dựa trên dữ liệu từ các loài có liên quan khác, ước tính phạm vi độ sâu sinh sống của loài này là 0–50 m.

## Đặc trưng
Loài cá sống trong bề mặt nước và di chuyển thành bầy này sinh sống trong các vùng nước duyên hải và cửa sông. Chiều dài tiêu chuẩn tối đa là 14 cm, nhưng nói chung chỉ đạt 10 cm.

## Ngư nghiệp
Loài này đánh bắt phổ biến trong nghề cá thủ công, đặc biệt trong cửa sông Hooghly, Ấn Độ. Nó cũng là thành phần quan trọng trong nghề cá thủ công và thương mại vùng sông duyên hải ở Bangladesh. Tại Thái Lan, nó được đánh bắt trong nghề cá quy mô nhỏ và được bán ở dạng cá tươi hoặc cá khô.